# ジャイウソン・マルセリーノ・ドス・サントス
ジャイウソン（Jailson）ことジャイウソン・マルセリーノ・ドス・サントス（ポルトガル語: Jailson Marcelino dos Santos、1981年7月20日 - ）は、ブラジルの元サッカー選手。現役時代のポジションはGK。

## タイトル

### クラブ
オエステ
- カンピオナート・ブラジレイロ・セリエC: 2012

セアラー
- カンピオナート・セアレンセ: 2014

パルメイラス
- コパ・ド・ブラジル: 2015, 2020
- カンピオナート・ブラジレイロ・セリエA: 2016, 2018
- カンピオナート・パウリスタ: 2020
- コパ・リベルタドーレス: 2020, 2021

### 個人
- ボーラ・ジ・プラッタ: 2016[1]
- プレミオ・クラッキ・ド・ブラジレイロン: 2016[2]